# Шестопалов Віктор Петрович
Шестопалов Віктор (23 січня 1923, м. Слов'янськ (нині Донецька область), УРСР — 28 листопада 1999, Харків, Україна) — радянський, український фізик. Доктор фізико-математичних наук, професор. Лауреат Державної премії УРСР в галузі науки і техніки (18.12.1972, «Створення і впровадження комплексу квазіоптичних радіовимірювальних пристроїв міліметрових та субміліметрових хвиль»). Дійсний член АН УРСР (з 1979) за спеціальністю теоретична радіофізика. Кавалер орденів Леніна (1987), «Знак Пошани», Трудового Червоного Прапора; нагороджений багатьма медалями. Заслужений діяч науки і техніки УРСР (1983). 

## Життепис
Народився у м. Слов’янськ Донецької області у родині робітника. У 1940 р., після закінчення середньої школи, вступив до фізико-математичного факультету Харківського університету.
Війна з гітлерівською Німеччиною перериває навчання. У 1941 р. він добровільно вступив до лав Червоної Армії. Воює у складі Південно-Західного і Другого Українського фронтів. Бере участь у визволенні України, Румунії, Угорщини, Чехословаччини. Нагороджений орденом Вітчизняної війни та бойовими медалями.
Після демобілізації продовжив навчання. У 1949 році закінчив Харківський університет, отримав диплом за спеціальністю «Теоретична фізика» (керівник дипломної роботи — професор О.І. Ахієзер). 
Працював у Харківському інституті мір і вимірювальних приладів (1949–1950). У 1953 році захистив дисертацію «Деякі питання нелінійної теорії ламінарного примежового шару» (під кер. професора В.Л. Германа). 
У 1953 році створив потужну кафедру математичного аналізу і теоретичної механіки в Харківському педагогічному інституті (де він викладав за сумісництвом), яку очолював до 1958 року. 
У 1958 році перейшов на постійну роботу до Харківського університету, де створив одну з перших в СРСР кафедру радіофізики, яку очолював до 1971 р.
У 1963 році захистив докторську дисертацію «Дифракція і розповсюдження електромагнітних хвиль у періодичних структурах».
У 1964 році заснував кафедри математичної фізики, радіофізики та фізики плазми в Харківському інституті радіоелектроніки. З 1964 року — професор.
З 1965 р. працював в Інституті радіофізики та електроніки АН УРСР. У 1973—1999 рр. — його директор. Цей період, пов'язаний з розквітом української науки, сприяв зростанню наукового авторитету інституту. З 1993 р. — радник при дирекції інституту.
З 1972 року — член-кореспондент АН УРСР, з 1979 року — академік АН УРСР. 
У 1970—1980 рр. під керівництвом В.П. Шестопалова та А.І. Калмикова в ІРЕ АН УРСР активно розвивався новий науковий напрям — радіофізичні дослідження поверхні Землі з космосу. Створено систему всепогодного моніторингу в реальному часі з використанням багаточастотних активних і пасивних засобів дистанційного зондування, яка не має аналогів у світі. З 1983 року цю систему і донині успішно експлуатують на супутниках серій «Космос-1500», «Океан», «Січ». Від федерації космонавтики СРСР у 1986 році був нагороджений Медаллю імені академіка М.К. Янгеля. У 1987 році В.П. Шестопалова було нагороджено орденом Леніна. 
За створення принципово нових джерел електромагнітних коливань, антенних систем і хвилеводних ліній передачі у 1988 році В.П. Шестопалову присуджено Державну прмію СРСР. 
У 1980—1990 рр. В. П. Шестопалов зі своїми учнями (П.М. Мележик, А.Ю. Поєдинчук, В.М. Кошпаренок, Ю.К. Сіренко, А.О. Кириленко, Л.А. Рудь, І.Є. Почаніна, Ю.О. Тучкін, В.В. Яцик, Н.П. Яшина та ін.) на основі нових математичних підходів побудував спектральну теорію відкритих електродинамічних структур, дослідив просторово-частотні трансформації електромагнітного поля в таких структурах, збуджуваних різними способами і джерелами.
15 років поспіль керував Північно-Східним центром АН України. Його обирали членом Президії Академії наук України, головою наукової ради з проблеми «Фізика і техніка міліметрових і субміліметрових хвиль», членом редколегій провідних наукових журналів.  
Зробив вагомий вклад у теорію дифракції, передачі й приймання електромагнітних мікрохвиль. Опублікував понад 500 наукових робіт, у тому числі 19 монографій.
У науці був максималістом і того ж вимагав від співробітників.
Понад 40 років викладав у вишах, був науковим керівником багатьох аспірантів і докторантів, виховав плеяду талановитих учнів (25 докторів і понад 100 кандидатів наук).
Обирався депутатом Харківської міської ради.

## Пам'ять

Могила Віктора Шестопалова

- Пам'ятну дошку на честь В. П. Шестопалова встановлено 23 січня 2003 року за адресою: м. Харків, провулок Фанінський, 4: «В цьому будинку 3 1980 по 1999 рр. жив видатний вчений-радіофізик, академік НАН України Шестопалов Віктор Петрович»[4] (скульптор С. Гурбанов[5]).